# Ünal Silver
Ünal Silver oder Ünal Gümüş (* 16. Juli 1948 in Istanbul; † 29. August 2023 ebenda) war ein deutsch-türkischer Schauspieler.

## Leben und Wirken
Ünal Silver wurde am 16. Juli 1948 in Istanbul als Ünal Gümüş geboren und wuchs dort auf. Ab den 1990er-Jahren spielte der ausgebildete Tanzlehrer auch am Theater, vor allem in Hamburg und in Bremen sowie in André Hellers Fußball-Globus (2005) unter der Regie von Telat Yurtsever.
Im Fernsehen war er sowohl in Serien wie König von Kreuzberg und in Reihen wie Tatort zu sehen. Daneben wirkte Silver auch in zahlreichen deutschen Spielfilmen mit. Mehrfach trat er in Filmen des Grimme-Preisträgers Hussi Kutlucan auf. Er war auch an Kurzfilmen von Özgür Yıldırıms beteiligt. Im Jahr 2006 wirkte Silver erstmals an einer türkischen Produktion, nämlich in der Serie Yalanci Yarim (Regie: Özer Kızıltan) mit, woraufhin dann weitere Auftritte in türkischen Produktionen folgten. Insgesamt wirkte er in mehr als 50 Film- und Fernsehproduktionen mit.
Am 29. August 2023 starb er im Alter von 75 Jahren in einem Krankenhaus in Istanbul, in dem er behandelt worden war.

## Filmografie (Auswahl)
- 1989: Kopffeuer
- 1991: Das serbische Mädchen
- 1992: Der kleene Punker (Sprechrolle)
- 1995–1997: Faust (Fernsehserie, 14 Folgen)
- 1996: Tatort: Lockvögel (Fernsehfilm)
- 1998: Ich Chef, Du Turnschuh
- 1998: Schlange auf dem Altar (Fernsehfilm)
- 2000: Auslandstournee
- 2001: Die Pfefferkörner (Fernsehserie, Folge 2x09)
- 2002: Tatort: Wolf im Schafspelz (Fernsehfilm)
- 2002: Alles getürkt! (Fernsehfilm)
- 2003: Beach Boys – Rette sich wer kann (Fernsehfilm)
- 2003: Liebe auf türkisch (Kurzfilm)
- 2004: Blond: Eva Blond! (Fernsehserie, Folge 2x01)
- 2004: Alim Market (Kurzfilm)
- 2005: Alphateam – Die Lebensretter im OP (Fernsehserie, Folge 10x09)
- 2005: K3 – Kripo Hamburg (Fernsehserie, Folge 1x03)
- 2005: König von Kreuzberg (Fernsehserie, 5 Folgen)
- 2005: Drei gegen Troja (Fernsehfilm)
- 2006: Hokkabaz
- 2006: Yalanci Yarim (Fernsehserie, 49 Folgen)
- 2008: Dr. Molly & Karl (Fernsehserie, Folge 1x04)
- 2009–2010: Bir bulut olsam (Fernsehserie, 29 Folgen)
- 2010: Gönülçelen (Fernsehserie, 16 Folgen)
- 2010: Tod in Istanbul (Fernsehfilm)
- 2011: SOKO 5113 (Fernsehserie, Folge 36x13)
- 2011: Zenne Dancer
- 2011: Kuzey Güney (Fernsehserie, 11 Folgen)
- 2011: Die Menschen meines Großvaters (Dedemin İnsanları)
- 2012–2014: Benim İçin Üzülme (Benim Için Üzülme, Fernsehserie, 55 Folgen)
- 2013: Die romantische Komödie 2 – Der Junggesellenabschied (Romantik Komedi 2: Bekarlığa Veda)
- 2013: Das osmanische Imperium – Harem: Der Weg zur Macht (Muhteşem Yüzyıl, Fernsehserie, 22 Folgen)
- 2014: Tanz der Schakale 3 (Çakallarla Dans 3: Sıfır Sıkıntı)
- 2014: Kadim Dostum (Fernsehserie, 9 Folgen)
- 2016: Ask Yalani Sever (Fernsehserie, 7 Folgen)
- 2016–2017: No: 30 (Fernsehserie, 13 Folgen)
- 2018: Mordkommission Istanbul (Fernsehserie, Folge 1x19)
- 2018: Diriliş Ertuğrul (Fernsehserie, 4 Folgen)
- 2020: Tövbeler Olsun (Fernsehserie, 6 Folgen)
- 2020–2021: Eskiya Dünyaya Hükümdar Olmaz (Fernsehserie, 34 Folgen)
- 2022: Hilal, Feza and Other Planets